# أريانة فيلهلمينا (أميرة هولندية)
الأميرة أريانا من هولندا، أميرة أورانيا- ناساو (بالهولندية: Ariane der Nederlanden) (أريانا فيلهيلمينا ماكسيما إينيس; ولدت 10 أبريل 2007) هي ثالث وأصغر ابنة لملك هولندا فيليم ألكساندر وماكسيما. الأميرة أريانا هي عضو في البيت الملكي الهولندي، وهي حالياً الثالثة في خط الخلافة على العرش الهولندي.